# Lucija Mulej
Lucija Mulej (tudi Lucija Mulej Mlakar), slovenska sociologinja, antropologinja, publicistka, predavateljica, podjetnica, * 15. avgust 1977
Preko svojih podjetij Molga s.p. in Budnjani d.o.o. svetuje podjetjem in posameznikom.
Ukvarja se s poslovno antropologijo ter razvojem managementa osebnosti, ki ga uvaja kot poklicno kategorijo, ki povezuje pristope coachinga, psihoterapije, sociologije, antropologije.
Razvila je metodologijo za proučevanje značajev ter smer psihosinteze, ki temelji na povezovanju inteligentnosti in inteligenc Budnjani 4 Q (racionalne, čustvene, duhovne in fizične inteligence). Napisala je tudi znanstveno monografijo Metodologija povezovanja inteligenc 4 Q in oblikovanje fundamentov pravične etične presoje.  V svojih metodah v središče postavlja človeka in ne materialni vidik, z metodologijo povezovanja duhovnega in materialnega kapitala.
Od leta 2024 je članica  društva PEN Slovenije, združenja pisateljev.

### Študij, predavateljsko in raziskovalno delo
Diplomirala in doktorirala je na Fakulteti za družbene vede v Ljubljani. Tam je bila zaposlena kot mlada raziskovalka, med letoma 2004 in 2006 pa kot asisentka. Bila je predstojnica mednarodne pisarne na ZRC SAZU (2007–2010). Na DOBA Fakulteti je predavala med letoma 2009 in 2013. Leta 2009 je postala docentka in leta 2014 izredna profesorica. Sodeluje tudi z UMEF Swiss University.
V letu 2006 je na Danskem, na Inštitutu za politične in antropološke študije delovala pod mentorstvom phil. dr. Toma Bryderja. V okviru dela na ZRC SAZU je sodelovala z EMUNI, Evro-sredozemsko univerzo. Od leta 2006 do 2009 je bila generalna sekretarka Gibanja za pravičnost in razvoj predsednika UP RS dr. Janeza Drnovška.
Leta 2017 je na Društvu za medicinsko hipnozo Slovenije prejela naziv terapevtke medicinske hipnoze.

### Priročniki
- Skrivnost : zakaj ne deluje pri vas? (Kranj : samozal., 2008)
- OnKraj RazKritja : resnica o resnicah duha (Šmarješke Toplice: Stella, 2008)
- Heroji : odgovorno duhovni vs. duhovno udobni (Ljubljana : Molga, 2015)
- Pogovori z Erosom (Radovljica : Molga, 2018)

### Znanstvena monografija
- Relativizem v sociologiji znanosti : benigni relativizem: manifest odpiranja kreativnih potencialov (Ljubljana : Založba ZRC, ZRC SAZU, 2008)
- Metodologija povezovanja inteligenc 4 Q in oblikovanje fundamentov pravične etične presoje  (Ljubljana : GEA College - Fakulteta za podjetništvo, 2023)

### Strokovni članki
- MULEJ, Lucija. Slepila pozitivnega mišljenja vs. dobronamerno sobivanje sočutečih : kolumna. Sensa : revija za srečnejše življenje. [Tiskana izd.]. apr./maj 2019, str. 18-19, ilustr. ISSN 1855-9603.
- MULEJ, Lucija. Bistvo človeka = njegova bit : kolumna. Sensa : revija za srečnejše življenje. [Tiskana izd.]. feb./mar. 2019, str. 18-19, ilustr. ISSN 1855-9603.
- MULEJ, Lucija. Trust, the new advocate of a future HR - centered economy. The Slovenia times : Slovenian newspaper in English. 2019, spring edtion, str. 50, ilustr. ISSN 1581-6389.
- MULEJ, Lucija. Ekonomija prihodnosti. Kakovost. 2018, št. 3, str. 44-46. ISSN 1318-0002.
- MULEJ, Lucija. Svetovi generacij. Sensa : revija za srečnejše življenje. [Tiskana izd.]. 2018, št. 50, str. 16-17, ilustr. ISSN 1855-9603.
- MULEJ, Lucija. Džezva in načelnost : ali smo zares iskreni, če sledimo pravilom le zato, da izpolnimo pričakovanja?. Sensa : revija za srečnejše življenje. [Tiskana izd.]. 2018, avg./sep., str. 18-19, ilustr. ISSN 1855-9603.
- MULEJ, Lucija. Čas je in ga ni. Sensa : revija za srečnejše življenje. [Tiskana izd.]. 2018, feb./mar., str. 12-13, ilustr. ISSN 1855-9603.
- MULEJ, Lucija. Zakaj onemogočati ptice, ki letijo smelo? : ko se bomo spremenili, vsak zase, ko nas bo let drugega navdahnil, nas motoviral, osrčil in ostrastil, bomo spremenili tok usode!. Sensa : revija za srečnejše življenje. [Tiskana izd.]. 2018, jun./jul., str. 12-13, ilustr. ISSN 1855-9603.
- MULEJ, Lucija. Poti duhovne evolucije. Sensa : revija za srečnejše življenje. [Tiskana izd.]. 2018, okt./nov., str. 12-13, ilustr. ISSN 1855-9603.
- MULEJ, Lucija. Abeceda dvojine : jaz, ti, midva, vesolje. Sensa : revija za srečnejše življenje. [Tiskana izd.]. 2018, okt./nov., str. 42-47, ilustr. ISSN 1855-9603.
- MULEJ, Lucija. Reign of depth and content - toward holacracy. The Slovenia times : Slovenian newspaper in English. 2018, summer edtion, str. 36-37, ilustr. ISSN 1581-6389.
- MULEJ, Lucija. Ječe časa, uma in srca. Sensa : revija za srečnejše življenje. [Tiskana izd.]. 2017/2018, dec./jan., str. 64-65, ilustr. ISSN 1855-9603.
- MULEJ, Lucija. Smrt, bardo prehoda. Sensa : revija za srečnejše življenje. [Tiskana izd.]. 2017, okt./nov., str. 44-47, ilustr. ISSN 1855-9603. http://budnjani.si/uploads/budnjani1/public/document/29-lucijasmrt_sl.pdf.
- MULEJ, Lucija. Konflikti kot učilnica samospoznavanja : kaj dobrega lahko pridobimo iz njih?. Farmacevtski vestnik : strokovno glasilo slovenske farmacije. [Tiskana izd.]. okt. 2014, letn. 65, št. 4, str. 315-318. ISSN 0014-8229., [SNIP, Scopus]
- MULEJ, Lucija. E študij : novodobni vidik kreativne pedagogike kot primer samo-odgovornega menedžmenta. Medijska vzgoja in produkcija. [Tiskana izd.]. okt. 2011, letn. 4, št. 3, str. 14-19. ISSN 1855-3354.

### Znanstveni članki
- MULEJ, Lucija, GORENC ZORAN, Annmarie, MIHÁLIK, Jaroslav. A case study on local initiatives and questions of national resources. Lex localis : revija za lokalno samoupravo. [Tiskana izd.]. jul. 2014, vol. 12, no. 3, str. 659-669, ilustr. ISSN 1581-5374. DOI: 10.4335/12.3.659-669(2014), [JCR, SNIP, WoS, Scopus]
- ŽUBOROVA, Viera, GORENC ZORAN, Annmarie, MULEJ, Lucija. The electoral (dis)advantage of the independent candidates in different electoral system (comparative study of Slovak and Czech local election). Lex localis : revija za lokalno samoupravo. [Tiskana izd.]. jul. 2014, vol. 12, no. 3, str. 533-546. ISSN 1581-5374. DOI: 10.4335/12.3.533-546(2014). [JCR, SNIP, WoS do 15. 12. 2019: št. citatov (TC): 2, čistih citatov (CI): 2, Scopus do 3. 12. 2019: št. citatov (TC): 1, čistih citatov (CI): 1
- MULEJ, Lucija, KRYŽANOWSKI, Marko. Business is war? Ne, biznis je modrost = Business is war? No, business is wisdom. Mednarodno inovativno poslovanje : strokovno-znanstvena revija za področje poslovanja in poslovnega izobraževanja. 2011, letn. 3, št. 1. ISSN 1855-6175. http://journal.doba.si/letnik_3_(2011)_st__1.
- MULEJ, Lucija, TRUNK ŠIRCA, Nada. Culture and wishdom: tacit knowledge as a way of learning in higher education. International journal of innovating and learning. 2010, vol. 7, no. 3, str. 345-358. ISSN 1471-8197. DOI: 10.1504/IJIL.2010.031951. [COBISS.SI-ID 14982453], [SNIP, Scopus do 10. 8. 2020: št. citatov (TC): 3, čistih citatov (CI): 3]
- MULEJ, Lucija. Učiteljevanje kot magijski menedžment emocij, frustracij in strahov = The teaching profession as a magical management of emotions, frustrations and fears. Mednarodno inovativno poslovanje : strokovno-znanstvena revija za področje poslovanja in poslovnega izobraževanja. 2011, letn. 3, št. 2. ISSN 1855-6175. http://journal.doba.si/letnik_3_(2011)_st__2.
- TRUNK ŠIRCA, Nada, MULEJ, Lucija. Internationalization of higher education : multucultural environments and Pan European identities : the case of the Euro-Mediterranean University. V: WINTERSTEINER, Werner (ur.), GOMBOS, Georg (ur.), GRONOLD, Daniela (ur.). Grenzverkehr / ungen : Mehrsprachigkeit, Transkulturalität und Bildung im Alpen-Adria-Raum = Ména / mejà : večjezičnost, transkulturnost in izobrazba = Confini / confronti : plurilinguismo, transculturalità e istruzione = Border dis / solutions : multiculturalism, transculturality and education. Klagenfurt; = Celovec: Wieser, cop. 2010. Str. 224-235, tabela. Wieser Wissenschaft. ISBN 978-3-85129-880-2.